# Upham (Dakota del Norte)
Upham es una ciudad ubicada en el condado de McHenry en el estado estadounidense de Dakota del Norte. En el censo de 2010 tenía una población de 130 habitantes y una densidad poblacional de 154,44 personas por km².

## Geografía
Upham se encuentra ubicada en las coordenadas 48°34′53″N 100°43′43″O / 48.58139, -100.72861. Según la Oficina del Censo de los Estados Unidos, Upham tiene una superficie total de 0.84 km², de la cual 0.84 km² corresponden a tierra firme y (0%) 0 km² es agua.

## Demografía
Según el censo de 2010, había 130 personas residiendo en Upham. La densidad de población era de 154,44 hab./km². De los 130 habitantes, Upham estaba compuesto por el 96.15% blancos, el 0.77% eran afroamericanos, el 0.77% eran amerindios, el 0.77% eran asiáticos, el 0% eran isleños del Pacífico, el 0% eran de otras razas y el 1.54% pertenecían a dos o más razas. Del total de la población el 0% eran hispanos o latinos de cualquier raza.